# 김민지 (1991년)
김민지(1991년 10월 18일 ~ )는 대한민국의 가수다. 2015년 디지털 싱글 앨범 [영원히 그 자리에]로 데뷔했다.

## 방송
- 코리아 갓 탤런트 1 (2011) - Top10
- 쇼퀸 (2023) - Top7(3위)

## 음반
- Korea's Got Talent (2011)
- Waiting (기다림) (2012)
- 영원히 그 자리에 (2015)